# محوطه ده دوشاب
محوطه ده دوشاب مربوط به دوران‌های تاریخی پس از اسلام است و در شهرستان قزوین، روستای ده روشاب واقع شده و این اثر در تاریخ ۸ خرداد ۱۳۸۰ با شمارهٔ ثبت ۳۸۹۵ به‌عنوان یکی از آثار ملی ایران به ثبت رسیده است.